# Barbara H. Rosenwein
Barbara H. Rosenwein, de nom de soltera Herstein (Chicago, 1 de març de 1945) és una historiadora nord-americana que és professora emèrita d'història a la Universitat Loyola de Chicago. Rosenwein és un historiador medieval.

## Primera vida i educació
Barbara H. Rosenwein va néixer a Chicago, Illinois, l'1 de març de 1945. Va rebre el seu BA (1966), MA (1968) i Ph.D. (1974) a la Universitat de Chicago.

## Carrera professional
Des de 1971, Rosenwein està estretament afiliada a la Universitat Loyola de Chicago, on va ser instructora (1971-4), professora assistent (1974-80), professora associada (1980-1988) i professora (1988-2014). Es va retirar de la docència com a professora emèrita l'any 2015, però continua escrivint i investigant.
Rosenwein ha estat professor visitant a moltes universitats destacades, com ara l'⁣École des Hautes Etudes en Sciences Sociales (París, 1992), l'École normale supérieure (París, 2004), la Universitat d'Utrecht (2005), la Universitat de Göteborg (2014), la TU Dresden (2015), el Trinity College, Oxford (2015) i la Universitat d'Islàndia (2016). Va ser becada en residència a l'Acadèmia Americana de Roma del 2001 al 2002, va ser escollida membre de la Fundació John Simon Guggenheim Memorial el 1991 i de l'Acadèmia Medieval d'Amèrica el 2003, i va estar afiliada al Centre per a la Història de les Emocions a la Universitat Queen Mary de Londres des de 2009. Rosenwein ha col·laborat a l'Encyclopædia Britannica.

## Recerca
Rosenwein està especialitzada en història medieval i història de les emocions. La seva beca es pot dividir en diverses fases. Les seves primeres investigacions es van centrar en l'⁣Abadia de Cluny, sobre la qual va escriure To Be the Neighbor of Saint Peter: The Social Meaning of Cluny's Property (1989). Després va examinar les immunitats (privilegis donats als monestirs per protegir-los de la invasió dels laics o la jurisdicció dels bisbes a l'⁣Edat mitjana), donant lloc a l'obra Negotiating Space: Power, Restraint, and Privileges of Immunity in Early Medieval Europe (1999). En la tercera fase, Rosenwein va examinar la història de les emocions, editant Anger's Past: The Social Uses of an Emotion in the Middle Ages (1998) i escrivint Emotional Communities in the Early Middle Ages (2006) i Generations of Feeling: A History of Emocions 600-1700 (2016). Aquesta darrera obra ha estat des d'aleshores traduïda a l'italià. En els darrers anys, Rosenwein ha continuat la seva investigació sobre la història medieval i la història de les emocions, coautor d'obres notables com The Middle Ages in 50 Objects (2018) i What is the History of Emotions? (2018). Entre els seus últims treballs es troben Anger: The Conflicted History of an Emotion (2020) i "Love: A History in Five Fantasies" (2022). També és autora d'un gran nombre d'articles per a publicacions acadèmiques.
Rosenwein ha estat autor o editat de diverses obres d'historiografia i història general. Va ser coautora Debating the Middle Ages: Issues and Readings (1998), The Making of the West (2022) i és autora de A Short History of the Middle Ages (2018) i Reading the Middle Ages (2018), i totes elles s'han publicat en diverses edicions revisades.

## Vida personal
Rosenwein està casat i té dos fills i cinc néts.

## Obres seleccionades
- Rhinoceros Bound: Cluny in the Tenth Century (1982, University of Pennsylvania Press)
- To Be the Neighbor of St. Peter: The Social Meaning of Cluny's Property, 909-1049 (1989, Cornell University Press)
- Negotiating Space: Power, Restraint, and Privileges of Immunity in Early Medieval Europe (1999, Cornell University Press)
- A Short History of the Middle Ages (2001, Broadview Press) (fifth edition, 2018)
- Emotional Communities in the Early Middle Ages (2006, Cornell University Press)
- Generations of Feeling: A History of Emotions, 600-1700 (2015, Cambridge University Press)
- What Is the History of Emotions? (Co-authored with Riccardo Cristiani) (2017, Polity Press)
- The Middle Ages in 50 Objects (Co-authored with Elina Gertsman) (2018, Cambridge University Press)
- Anger: The Conflicted History of an Emotion (2020, Yale University Press)
- Love: A History in Five Fantasies (2022, Polity Press)